# Abram Stevens Hewitt
Retrato por Mathew Brady, c. 1875–1879
assinatura
Abram Stevens Hewitt (Haverstraw, Nova Iorque, 31 de julho de 1822 — Manhattan, 18 de janeiro de 1903) foi um político, professor, industrial siderúrgico e advogado americano, prefeito da cidade de Nova Iorque por dois anos, de 1887 a 1888. Também atuou duas vezes como congressista dos Estados Unidos pelo 10.º distrito congressional de Nova Iorque e presidiu o Comitê Nacional Democrata de 1876 a 1877.
Genro do industrial e filantropo Peter Cooper, Hewitt é mais conhecido por seu trabalho com a Cooper Union, que ajudou Cooper a fundar em 1859, e por planejar o financiamento e a construção da primeira linha do que viria a se tornar o metrô da cidade de Nova Iorque, pelo qual é considerado o “Pai do Sistema de Metrô da Cidade de Nova Iorque”.

## Juventude
Hewitt nasceu em Haverstraw, Nova Iorque. Sua mãe, Ann Gurnee, era descendente de huguenotes franceses, enquanto seu pai, John Hewitt, era de Staffordshire, Inglaterra, e emigrou para os Estados Unidos em 1790 a fim de trabalhar em um motor a vapor para alimentar uma estação de usina de água na Filadélfia.
Hewitt ganhou uma bolsa de estudos para frequentar o Columbia College. Após se formar na faculdade em 1842, lecionou matemática no local e tornou-se advogado vários anos depois.
De 1843 a 1844, Hewitt viajou pela Europa com seu aluno, Edward Cooper, filho do empresário industrial Peter Cooper, e outro futuro prefeito da cidade de Nova Iorque. Durante a viagem de volta, o navio em que viajavam naufragou. Depois disso, Hewitt se tornou “praticamente um membro da família Cooper”, e em 1855, casou-se com a irmã de Edward, Sarah Amelia.

## Carreira corporativa

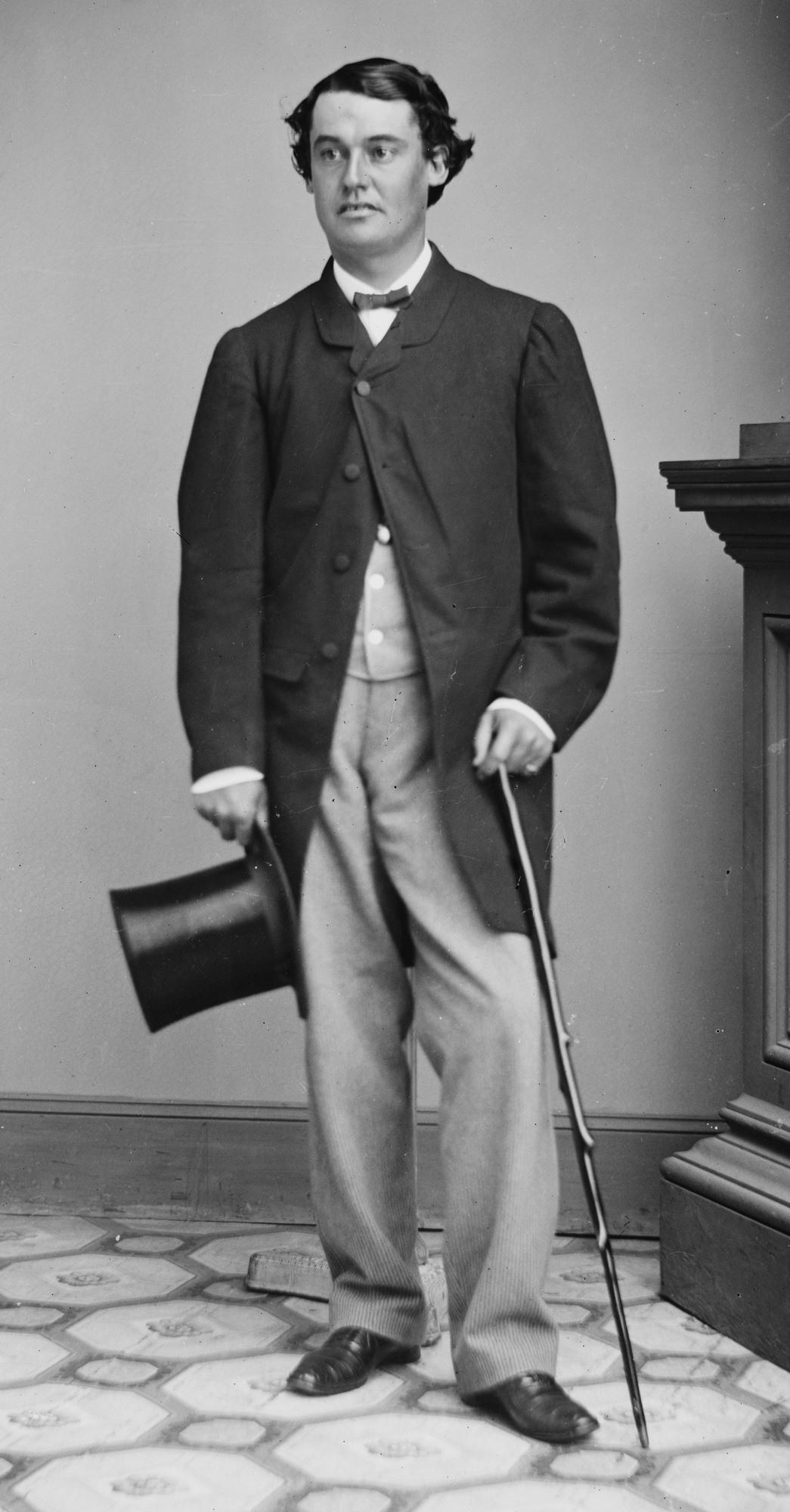
Hewitt entre 1855 e 1865

Em 1845, financiados por Peter Cooper, Hewitt e Edward Cooper instalaram uma usina de ferro em Trenton, Nova Jersey, a Trenton Iron Company, onde, em 1854, produziram as primeiras vigas estruturais de ferro forjado, além de desenvolverem outros produtos inovadores. O irmão mais novo de Hewitt, Charles, era o gerente da usina de ferro. Hewitt investiu também em outras empresas, em muitos casos fazendo parte de suas diretorias. Hewitt ficou conhecido por seu trabalho dedicado ao governo dos Estados Unidos e pelas excepcionalmente boas relações com os seus empregados.
Hewitt supervisionou a construção da Cooper Union, a instituição educacional gratuita de Peter Cooper, e presidiu seu conselho administrativo até 1903.

## Carreira política
Em 1871, inspirado pelo reformador Samuel J. Tilden, Cooper foi destaque na campanha para remover do poder o corrupto “Tweed Ring”, liderado por William M. “Boss” Tweed, do controle da Tammany Hall e para reorganizar o Partido Democrata em Nova Iorque, que Tweed controlou durante anos por meio de sua máquina política.

### Congresso
Hewitt se aventurou pela primeira vez na política eleitoral em 1874, quando conquistou uma cadeira na Câmara dos Representantes dos Estados Unidos, onde inicialmente cumpriu dois mandatos representando o 10.º distrito congressional de Nova Iorque, de 4 de março de 1875 a 3 de março de 1879. Durante seu primeiro período no Congresso, foi nomeado presidente do Comitê Nacional Democrata em 1876, quando Tilden concorreu, sem sucesso, à presidência.
Após derrotar James O'Brien, seu sucessor no Congresso, que era um ferrenho opositor da Tammany Hall, para a indicação democrata no 10.º distrito durante as eleições de 1880, Hewitt recuperou sua antiga cadeira e, mais uma vez, serviu na Câmara dos Estados Unidos de 4 de março de 1881 a 30 de dezembro de 1886. O discurso mais famoso de Hewitt foi feito na inauguração da ponte do Brooklyn, entre Manhattan e Brooklyn, em 1883.

### Prefeito da cidade de Nova Iorque

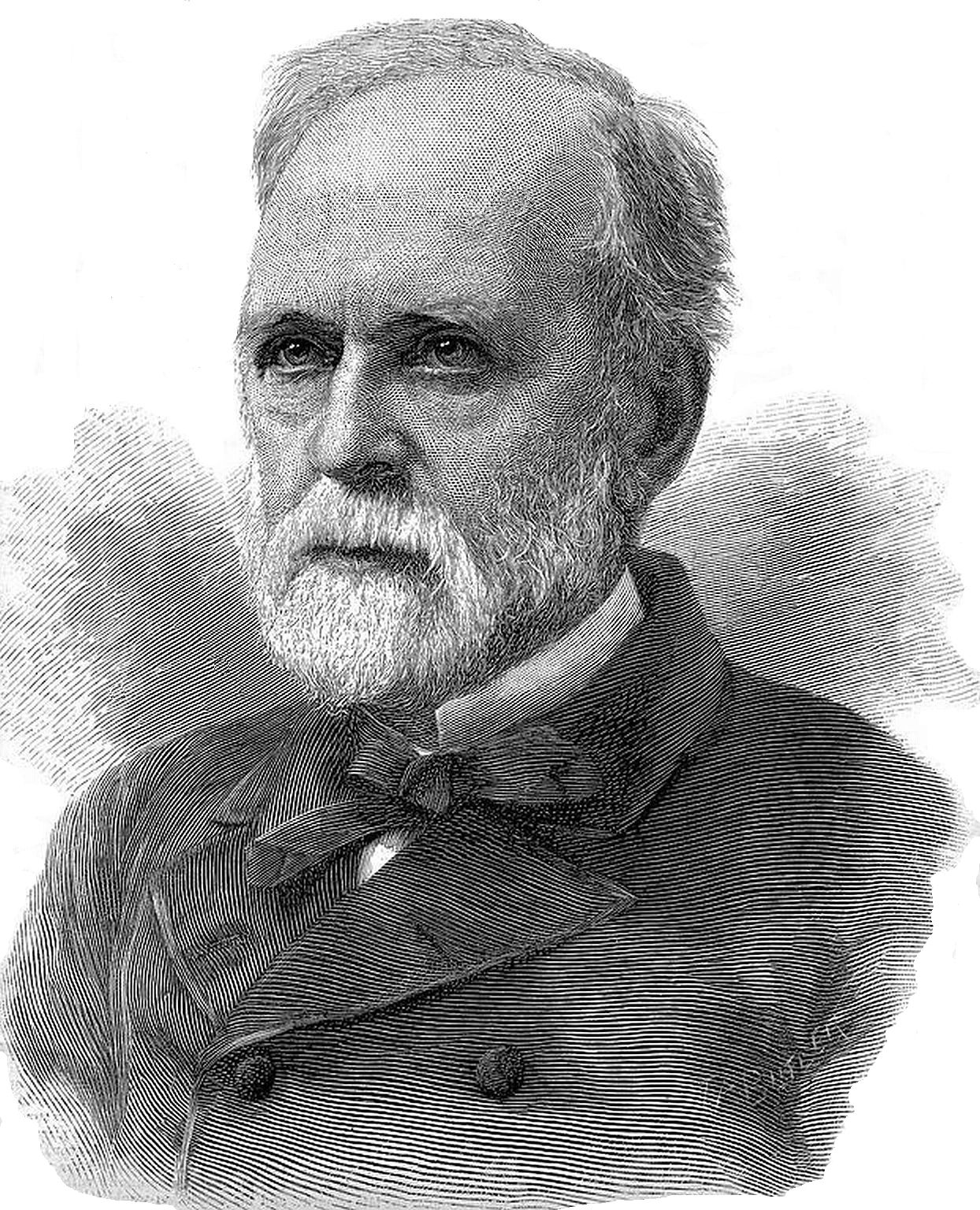
Gravura publicada na Harper's Weekly, 20 de outubro de 1888

Hewitt foi eleito prefeito da cidade de Nova Iorque em 1886. Ele derrotou o candidato trabalhista Henry George, bem como o candidato republicano Theodore Roosevelt. A campanha eleitoral de Hewitt teve o apoio da Tammany Hall. O endosso foi formal e incluiu a força organizacional.
Hewitt se recusou a revisar o desfile do Dia de São Patrício, uma decisão que alienou grande parte da base irlando-americana do Partido Democrata na cidade. Hewitt também se recusou a permitir que a Tammany tivesse o controle do patrocínio que eles desejavam, e Croker cuidou para que Hewitt não fosse indicado para um segundo mandato.
Hewitt era considerado um defensor da boa administração financeira. Ele é citado como tendo dito: “Tributação desnecessária é tributação injusta”. Hewitt também defendeu a reforma do serviço público nos Estados Unidos. Ele supervisionou a aprovação do Rapid Transit Act de 1894, que forneceria financiamento público para a construção da primeira linha de metrô da cidade de Nova Iorque, pelo que é conhecido como o "Pai do Sistema de Metrô de Nova Iorque".
Uma pesquisa de 1993 com historiadores, cientistas políticos e especialistas urbanos conduzida por Melvin G. Holli, da Universidade de Illinois Chicago, classificou Hewitt como o vigésimo sexto melhor prefeito de cidade grande dos Estados Unidos que atuou entre os anos de 1820 e 1993.

## Carreira empresarial

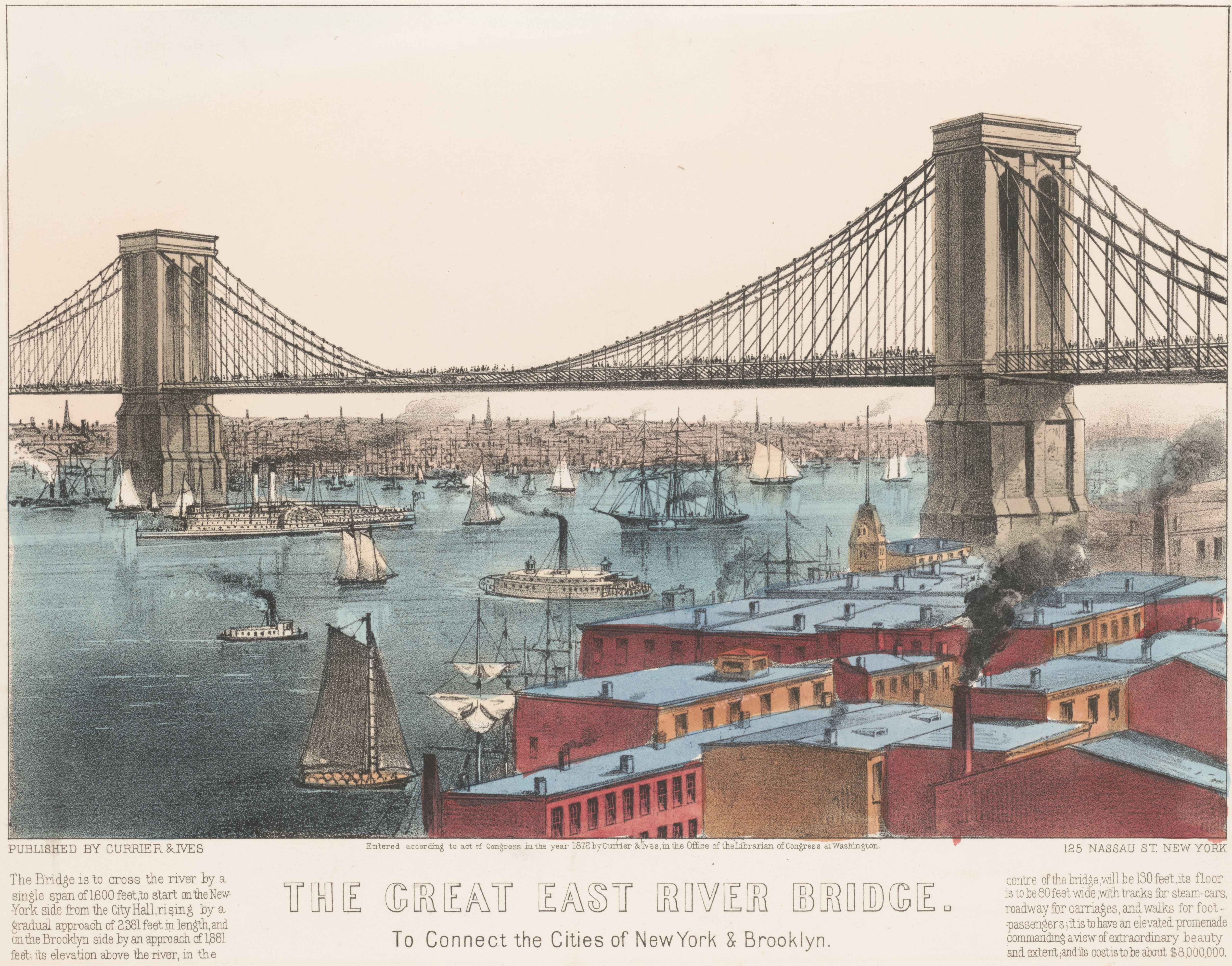
Concepção artística, por Currier and Ives, da ponte do Brooklyn enquanto a construção estava em andamento, 1872

Hewitt tinha muitos investimentos em recursos naturais, incluindo propriedades consideráveis na Virgínia Ocidental, onde William Nelson Page (1854–1932) era um de seus gerentes. Ele também foi sócio de Henry Huttleston Rogers (1840–1909), um financista e industrial que foi um homem-chave na Standard Oil Company e um importante desenvolvedor de recursos naturais.
Um dos investimentos de Hewitt gerenciados por Rogers e Page foi o Loup Creek Estate, no condado de Fayette, Virgínia Ocidental. A Deepwater Railway era uma subsidiária formada inicialmente pelos investidores da Loup Creek para transportar carvão betuminoso das minas de carvão em suas terras a uma curta distância até a linha principal da Chesapeake and Ohio Railway (C&O) ao longo do rio Kanawha. Após disputas sobre tarifas, a ferrovia de linha curta acabou sendo expandida para se estender até a Virgínia e atravessar esse estado até um novo cais de carvão em Sewell's Point, em Hampton Roads. Ela foi rebatizada de Virginian Railway.
Em 1890, Hewitt se associou a Edward Cooper e Hamilton McKown Twombly para formar a American Sulphur Company, que depois entrou em um acordo 50/50 com Hermann Frasch e seus parceiros para formar a Union Sulphur Company.

## Filantropia
Como filantropo, Hewitt se interessava por educação. A Universidade Columbia concedeu-lhe o título de Legum Doctor em 1887, e ele foi presidente de sua Associação de ex-alunos em 1883, e e curador de 1901 até sua morte.
Em 1876, foi eleito presidente do Instituto Americano de Engenheiros de Mineração, Metalurgia e Petróleo, e fundador e curador do Instituto Carnegie. Foi também curador do Barnard College e do Museu Americano de História Natural.

## Morte e família

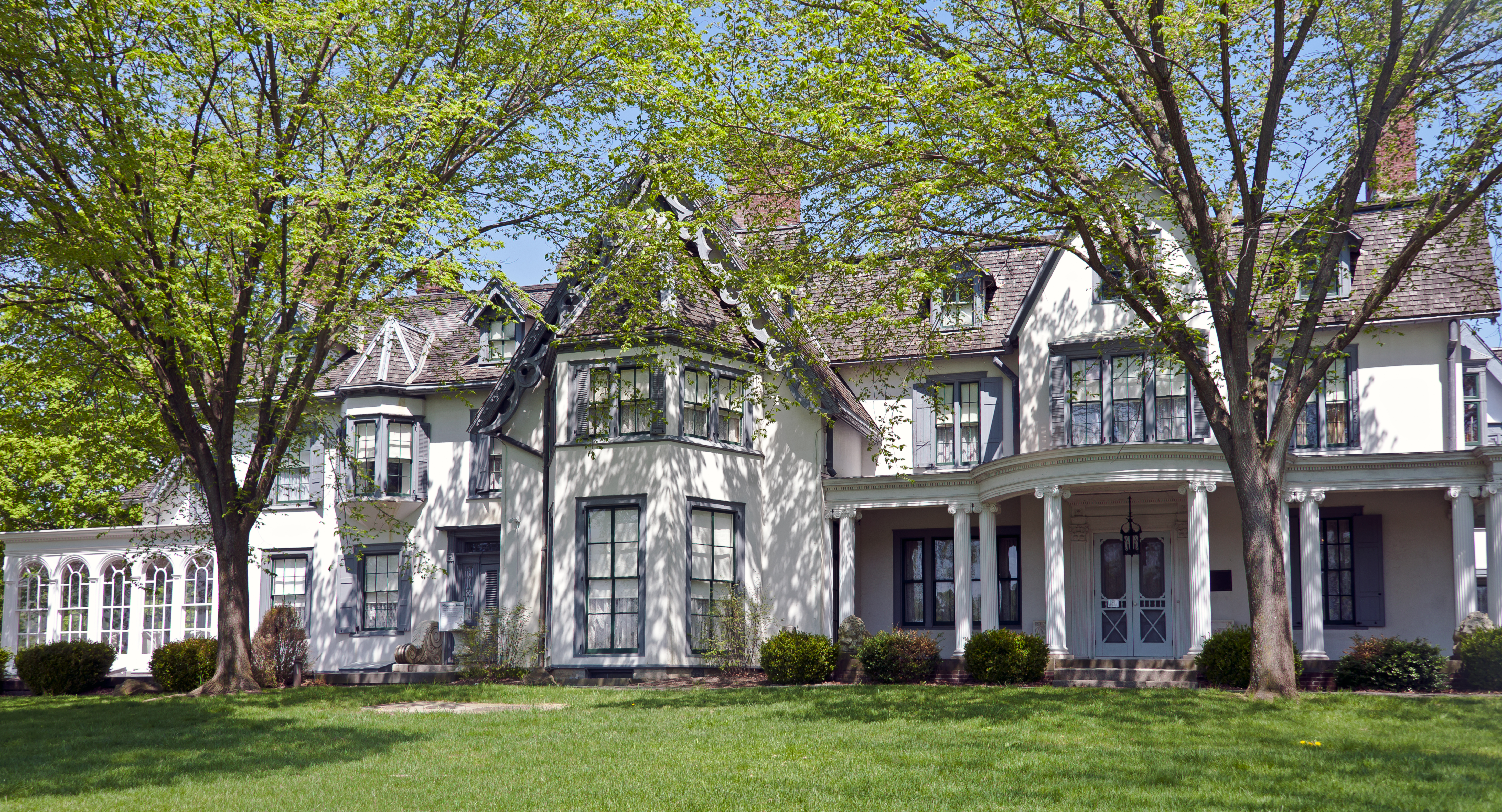
Mansão Ringwood

Abram Hewitt morreu em sua casa na cidade de Nova Iorque em 18 de janeiro de 1903 e foi enterrado no cemitério Green-Wood. Suas últimas palavras, depois de tirar o tubo de oxigênio da boca, foram: “E agora, estou oficialmente morto”.
As filhas de Hewitt, Amy, Eleanor e Sarah Hewitt, criaram uma coleção de artes decorativas que foi exibida durante anos na Cooper Union e, mais tarde, tornou-se a coleção principal do Cooper Hewitt, Smithsonian Design Museum. Seu filho, Peter Cooper Hewitt (1861-1921), foi um inventor de sucesso, enquanto outro filho, Edward Ringwood Hewitt (1865-1957), também foi inventor, químico e um dos primeiros especialistas em pesca com mosca. Ele publicou Telling on the Trout (Contando sobre a truta), entre outros livros.
O filho mais novo de Hewitt, Erskine Hewitt (1871-1938), também foi advogado e filantropo na cidade de Nova Iorque. Ele doou a Mansão Ringwood para o estado de Nova Jersey em 1936. Em 18 de fevereiro de 1909, Erskine Hewitt foi nomeado diretor do recém-formado National Reserve Bank of the City of New York. Em 2 de março de 1909, Hewitt foi eleito presidente.

## Legado

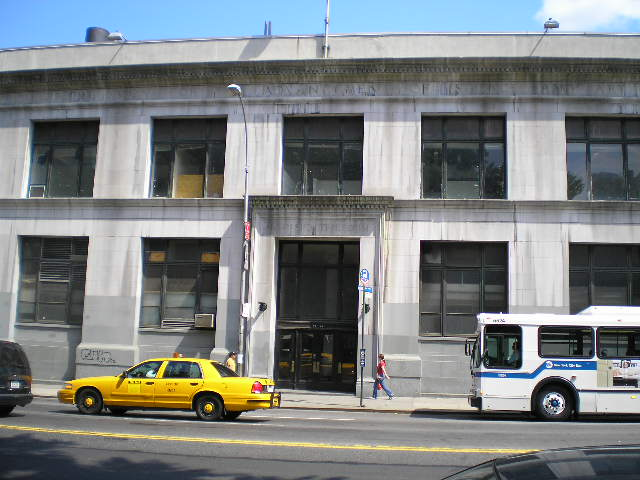
Edifício Memorial Abram Hewitt da Cooper Union na Cooper Square, Manhattan

- Um dos prédios acadêmicos da Cooper Union foi batizado em sua homenagem. Ele foi demolido e substituído pelo 41 Cooper Square em 2007. Uma coluna histórica de seis metros no Hewitt Building, projetada por Stanford White, foi transportada para seu antigo lar no cemitério Green-Wood, no Brooklyn, Nova Iorque, onde agora se encontra no terreno memorial de Abram S. Hewitt.[15]
- Um barco de bombeiros da cidade de Nova Iorque, Abram S. Hewitt, que serviu de 1903 a 1958, foi batizado em sua homenagem. O barco de bombeiros acabou sendo sucateado, e seus destroços podem ser encontrados no Witte Marine Scrapyard em Rossville, Staten Island.
- Há uma estátua de mármore branco em tamanho natural de Hewitt no Great Hall da Câmara de Comércio do Estado de Nova Iorque em Albany, Nova Iorque.
- O vilarejo histórico de Hewitt, Nova Jersey, localizado no município de West Milford, está preservado no Long Pond Ironworks State Park. A vila contém as ruínas dos fornos de fundição de ferro operados por Cooper e Hewitt.
- A Mansão Ringwood em Ringwood, Nova Jersey, a propriedade de verão da família Hewitt de 1857 até a década de 1930, é preservada como a peça central do Ringwood State Park de Nova Jersey.
- A Abram Stevens Hewitt School (P.S. 130) no Bronx, Nova Iorque, foi batizada em sua homenagem.
- O Hewitt Hall do Barnard College da Universidade Columbia foi batizado em sua homenagem.
- A Floresta Estadual Abram S. Hewitt, ao longo da Trilha dos Apalaches, foi batizada em sua homenagem.[16]